# Pinza triestina

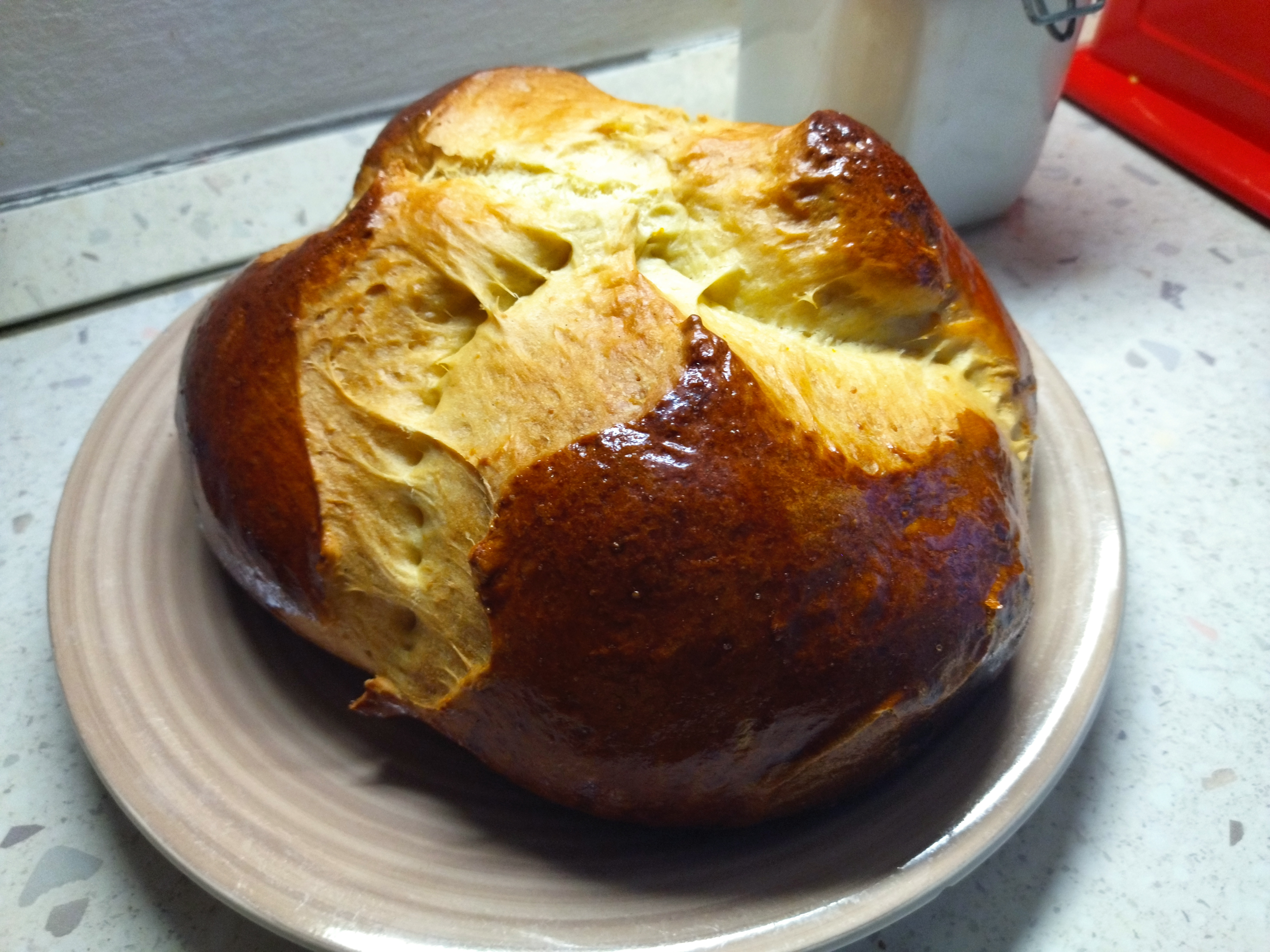
Pinza de Pâques maison selon la recette traditionnelle de Trieste

La pinza triestina est un pain sucré typique de Trieste, Gorizia et Istrie. Produit agroalimentaire traditionnel italien, il est préparé avec des ingrédients simples enrichis de beurre, de miel et d'œufs. Il se déguste avec du salé et du sucré. 
C'est une recette traditionnelle de Pâques, à tel point que l'une des salutations typiques de Trieste est « Bona Pasqua, bona pinza ». Sa forme ronde et brillante représente également l'éponge imbibée de vinaigre offerte au Christ mourant sur la croix, tandis que le presnitz, autre gâteau de Pâques typique de la région, en forme d'anneau, symbolise la Sainte Couronne.
Soumis à un très long processus, qui dans le livre de cuisine historique Cucina triestina de Maria Stelvio est indiqué durer sept heures, les ménagères devaient commencer la pâte dès l'aube, attendre 3-4 levées et enfin couper la pâte en Y avant de la donner à cuire au four de leur boulanger. Les trois incisions sur sa surface évoquent la Sainte Trinité, mais facilite aussi le levage. Le pain sucré était béni lors de la messe du Vendredi saint, accompagné d'œufs durs. Les titole, tresses qui enserrent des œufs durs colorés qui représentent les clous de la croix sacrée, sont également réalisées avec la même pâte.
Lors du déjeuner du dimanche de Pâques, la pinza triestina est consommée comme antipasti, accompagnée de raifort, de fromages et de charcuterie (en particulier du jambon cuit de Prague , du jambon cru du Karst, du jambon d'Istrie, mais aussi de salami maison).
Mentionnée dans le manuel de cuisine Die Süddeutsche Küche publié à Graz en 1890 par Katharina Prato, la pinza triestina a un cahier des charges approuvé en 1998 par la Chambre de commerce de Trieste et figure dans la liste des produits agroalimentaires traditionnels du Frioul-Vénétie Julienne.